# Direct Action Against Drugs
Die Direct Action Against Drugs (DAAD) war eine terroristische Untergrundorganisation in Nordirland, die in Selbstjustiz gegen Drogendealer vorging. Die Gruppe ist für die Ermordung einer Reihe von Drogendealern verantwortlich und galt als Frontspitze der Provisional IRA (PIRA). Als die PIRA am 31. August 1994 einen Waffenstillstand verkündete, sollte die neue Organisation dafür sorgen, dass die bewaffneten Kämpfer in Bereitschaft bleiben. 1995 sammelte die neue Organisation Informationen über die Drogendealer, die in der katholischen Bevölkerungsgruppe Nordirlands Drogen verkauften. Der Leiter ihres Mordkommandos soll Kevin McGuigan gewesen sein. Als eine Führungsperson der DAAD galt der im Mai 2015 ermordete Gerard Davison. Die Gruppe soll als Rache für den Mord an ihm im August 2015 Kevin McGuigan ermordet haben, der als Auftraggeber für den Mord an Davison angesehen wurde. Die Organisation wurde 2005 zur Belastung für die PIRA, da McGuigan als sehr aufbrausend und unberechenbar galt. Der Streit McGuigans mit einer in der irisch-republikanischen lange etablierten Familie führte dazu, dass dieser aus der Organisation ausgeschlossen und von einer Bestrafungseinheit mit Schüssen in Füße, Knie, Hände und Arme bestraft wurde, was das Ende der DAAD signalisierte.
Als Nachfolgeorganisation der DAAD kann die Republican Action Against Drugs (RAAD) angesehen werden, die 2008 ebenfalls von ehemaligen Mitgliedern der PIRA gegründet wurde. Die RAAD bekannte sich erstmals im April 2009 zu einem Bombenanschlag in Derry. Das erste Todesopfer der Organisation war Andy Allen, ein angeblicher Drogendealer aus Derry. 2012 gab die RAAD bekannt, sie habe sich mit weiteren Terrororganisationen in Nordirland zusammengeschlossen.

## Der DAAD zugeschriebene Anschläge von 1995 bis 1999
- Dezember 1995
  - Martin McCrory – Kleindealer, der in seinem Haus in Turf Lodge, West Belfast, ermordet wurde.[5]
  - Chris Johnston – 38-jähriger Mann, der in seiner Straße, der Ormeau Road, ermordet wurde.[5]
  - Francis Collins – ehemaliges Mitglied der IRA, der in seinem Chip-Shop in New Lodge im Norden von Belfast ermordet wurde.[5]
- Januar 1996
  - Ian Lyons – starb einen Tag, nachdem auf ihn in Lurgan in seinem parkenden Auto geschossen wurde.[6]
- September 1996
  - Séan (John) Devlin – in der Friendly Street in einem Markt im Süden Belfasts ermordet.
- Februar 1998
  - Brendan Campbell – ein 30-jähriger vorbestrafter Drogendealer, der in Süd-Belfast erschossen wurde.
- Mai 1999
  - Brendan Joseph Fegan – ein 24-jähriger, der als Haupt-Drogendealer Nordirlands bekannt war. Er wurde von zwei Schützen mit 16 Schüssen in der Hermitage Bar in Newry ermordet.[7] Sicherheitskreise in Nordirland machen Kevin McGuigan für diesen Mord direkt verantwortlich.[3]
- Juni 1999
  - Paul Downey – ein 37-jähriger vorbestrafter Drogendealer aus Newry in County Down, der von der DAAD ermordet wurde.[8]